# Boesenbergia parvula
Boesenbergia parvula là một loài thực vật có hoa trong họ Gừng. Loài này được (Wall. ex Baker) Kuntze mô tả khoa học đầu tiên năm 1891.